# Municipio de Juniata (condado de Huntingdon)
El municipio de Juniata (en inglés: Juniata Township) es un municipio ubicado en el condado de Huntingdon en el estado estadounidense de Pensilvania. En el año 2000 tenía una población de 553 habitantes y una densidad poblacional de 13 personas por km².

## Geografía
El municipio de Juniata se encuentra ubicado en las coordenadas 40°25′00″N 78°02′59″O / 40.41667, -78.04972.

## Demografía
Según la Oficina del Censo en 2000 los ingresos medios por hogar en la localidad eran de $29,732 y los ingresos medios por familia eran de $31,818. Los hombres tenían unos ingresos medios de $32,500 frente a los $23,750 para las mujeres. La renta per cápita de la localidad era de $15,111. Alrededor del 13,9% de la población estaba por debajo del umbral de pobreza.